# NGC 6918
NGC 6918 é uma galáxia espiral barrada (SB0-a) localizada na direcção da constelação de Indus. Possui uma declinação de -47° 28' 27" e uma ascensão recta de 20 horas, 30 minutos e 46,9 segundos.
A galáxia NGC 6918 foi descoberta em 1 de Julho de 1834 por John Herschel.